# Battles in the North
Battles in the North è il terzo album in studio del gruppo musicale black metal norvegese Immortal, pubblicato nel 1995 dalla Osmose Productions.

## Il disco
Il disco, caratterizzato da una bassa qualità audio, è considerato da molti un pilastro del black metal. Musicalmente si caratterizza per la presenza di scream molto aggressivi, di blast beat e riff molto rapidi e violenti, mentre i testi trattano principalmente i temi dell'inverno e della guerra. Si tratta inoltre del primo album in cui sono presenti riferimenti al Blashyrkh, un mondo immaginario inventato da Abbath e Demonaz, che sarà presente in tutti gli album successivi.

## Edizioni
L'album è stato ristampato nel 2000 con l'aggiunta delle tracce dell'EP Immortal.

## Curiosità
Da Grim And Frostbitten Kingdoms e Blashyrkh (Mighty Ravendark) verranno estratti due video. Da segnalare nel video di Grim And Frostbitten Kingdoms la presenza di Hellhammer dei Mayhem dietro le pelli.

## Tracce
1. Battles in the North – 4:11
2. Grim and Frostbitten Kingdoms – 2:47
3. Descent into Eminent Silence – 3:10
4. Throned by Blackstorms – 3:39
5. Moonrise Fields of Sorrow – 2:24
6. Cursed Realms of the Winterdemons – 3:59
7. At the Stormy Gates of Mist – 3:00
8. Through the Halls of Eternity – 3:35
9. Circling above in Time before Time – 3:55
10. Blashyrkh (Mighty Ravendark) – 4:34

Bonus track (ristampa 2000)
1. Diabolical Fullmoon Mysticism – 0:42
2. Unholy Forces of Evil – 4:28
3. The Cold Winds of Funeral Frost – 3:40

## Formazione
- Abbath Doom Occulta – voce, basso, batteria
- Demonaz Doom Occulta – chitarra

## Crediti
- Eirik Hundvin - produttore, ingegneria del suono
- Jannke Wisa Hansen - logo
- O.I. - foto di copertina